# Oliverio Coelho
Oliverio Coelho (Buenos Aires, 1977) es un escritor, periodista y crítico argentino.

## Actividad
Fue becario de la Fundación Antorchas (2000), del Fondo Nacional de las Artes (2005), del Fonca en México (2006), del KLTI en Corea (2007).
Escribe regularmente para la revista Inrockuptibles y ha colaborado con los suplementos culturales de los diarios Clarín y La Nación (Ñ y ADN) y El país (Babelia).
Fue señalado por la revista británica Granta como uno de los mejores escritores jóvenes de habla hispana.

## Obra

### Novelas
- 2000: Tierras de vigilia
- 2002: La víctima y los sueños
- 2003: El umbral
- 2003: Los invertebrables
- 2004: Borneo
- 2006: Promesas naturales
- 2008: Ida
- 2011: Un hombre llamado Lobo
- 2015: Bien de frontera

### Cuentos
- 2009: Parte doméstico
- 2013: Hacia la extinción

## Premios
- Premio Latinoamericano Edmundo Valadés (México)
- Premio Nacional Iniciación (Argentina)